# Liste der Bodendenkmäler in Patersdorf
Auf dieser Seite sind die Bodendenkmäler in der niederbayerischen Gemeinde Patersdorf zusammengestellt. Diese Tabelle ist eine Teilliste der Liste der Bodendenkmäler in Bayern. Grundlage ist die Bayerische Denkmalliste, die auf Basis des Bayerischen Denkmalschutzgesetzes vom 1. Oktober 1973 erstmals erstellt wurde und seither durch das Bayerische Landesamt für Denkmalpflege geführt wird. Die folgenden Angaben ersetzen nicht die rechtsverbindliche Auskunft der Denkmalschutzbehörde.

## Bodendenkmäler der Gemeinde Patersdorf

### Bodendenkmäler in der Gemarkung Patersdorf
| Lage                  | Objekt | Akten-Nr.     | Bild |
| --------------------- | --- | ------------- | ---- |
| Patersdorf (Standort) | Untertägige Befunde des Mittelalters und der frühen Neuzeit im Bereich der Katholischen Pfarrkirche St. Martin mit zugehörigem aufgelassenen historischen Friedhof in Patersdorf, darunter die Spuren von Vorgängerbauten bzw. älteren Bauphasen. Siehe auch: St. Martin (Patersdorf) | D-2-6943-0021 |      |
| Patersdorf (Standort) | Mittelalterlich-frühneuzeitliche Hofwüstung im Bereich des Weilers Sündweging. | D-2-7043-0043 |      |